# نخاله قهرمان
نخاله قهرمان فیلمی به کارگردانی و نویسندگی حسین مدنی محصول سال ۱۳۴۵ است.

## داستان
فرزین مکانیک جوانی است که در کارخانهٔ آقای دولتمند کار می‌کند. او با خاطره، دختر دولتمند، آشنا می‌شود و به تدریج به هم دل می‌بندند. وردست شوخ‌طبع فرزین نیز به دوست خاطره علاقه‌مند می‌شود. دولتمند با این وصلت مخالف است و تصمیم دارد دخترش را به عقد مهندس جیمی درآورد، که نامزدی فرنگی به نام ماریا دارد. با حضور ماریا در محفل آن‌ها همه چیز به هم می‌ریزد و دولتمند که شیفتهٔ جوانمردی فرزین شده به ازدواج دخترش با فرزین رضایت می‌دهد.

## بازیگران
- رضا بیک ایمانوردی
- فرانک میرقهاری
- جواد تقدسی
- فریبا خاتمی
- جواد قائم مقامی
- گیسو
- جهانگیر فروهر
- مینو
- عشقی
- محسن آراسته
- تبریزی